# Barentu (district)
Pour l’article homonyme, voir Barentu.
Barentu est un district de la région Gash-Barka de l'Érythrée. La principale ville et capitale de ce district est Barentu. 